# Nikkaluoktasoppa

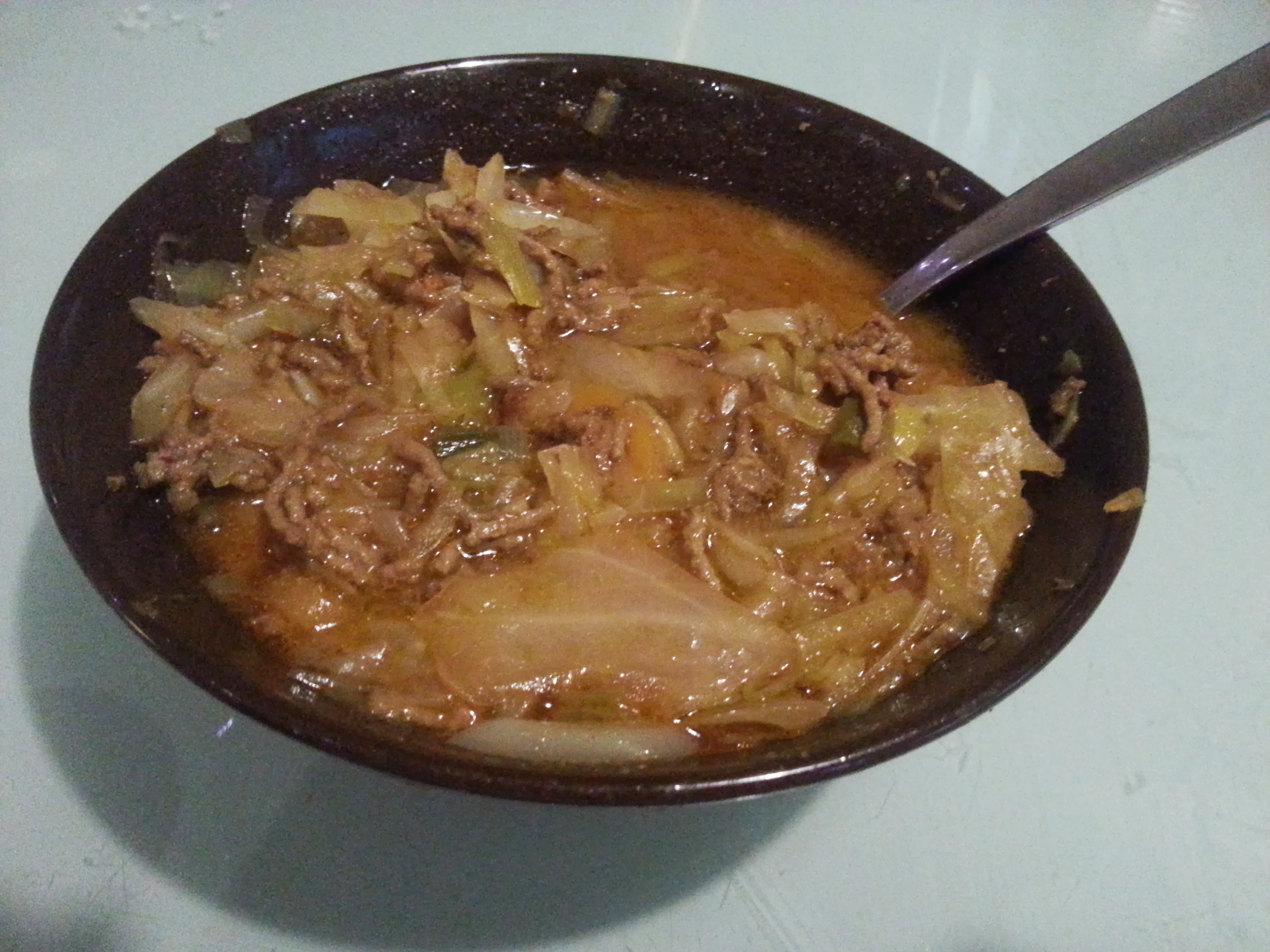
Nikkaluoktasoppa.

Nikkaluoktasoppa är en soppa som bland annat innehåller vitkål, köttfärs, purjolök och buljong. Den har sitt ursprung i Nikkaluokta i Gällivare kommun. Ett recept på soppan skapades av den första chefen för KF:s provkök, Anna-Britt Agnsäter, när hon besökte Nikkaluokta.